# Società Sportiva Calcio Napoli 1996-1997
Questa voce raccoglie le informazioni riguardanti la Società Sportiva Calcio Napoli nelle competizioni ufficiali della stagione 1996-1997.

## Stagione

### Serie A
La squadra allenata da Luigi Simoni fu protagonista di un'ottima prima metà di campionato giungendo, alla sosta Natalizia, al secondo posto (a pari merito con il sorprendente L.R. Vicenza di Francesco Guidolin) alle spalle della Juventus. Tra i giocatori migliori della rosa spiccavano il capitano e motorino del centrocampo partenopeo Fabio Pecchia, il mediano, specialista in calci piazzati, André Cruz, il talentuoso centrocampista transalpino Alain Boghossian, il libero e nazionale argentino Ayala e infine il portiere "rigorista" Giuseppe Taglialatela, autore di un ottimo campionato.
La rosa era composta da altri discreti giocatori come il centrale difensivo Francesco Colonnese, il terzino sinistro Mauro Milanese e l'esterno offensivo Francesco Turrini; la squadra era schierata con un solido 4-4-2, con una difesa non certamente estrosa, ma aggressiva e compatta e un centrocampo propositivo nella fase offensiva e valido anche per schermare la difesa.
Il grande limite fu rappresentato dal reparto offensivo: gli attaccanti titolari, il promettente Nicola Caccia (14 gol in Serie A l'anno precedente nel Piacenza) e il brasiliano Beto, talentuoso ma poco incline alla vita d'atleta, furono la delusione del campionato con pochi gol realizzati: si mise invece in evidenza l'attaccante di riserva Alfredo Aglietti, di sgraziate movenze ma efficace in zona goal, tanto da essere, alla fine, il capocannoniere della squadra con 8 reti realizzate in campionato.

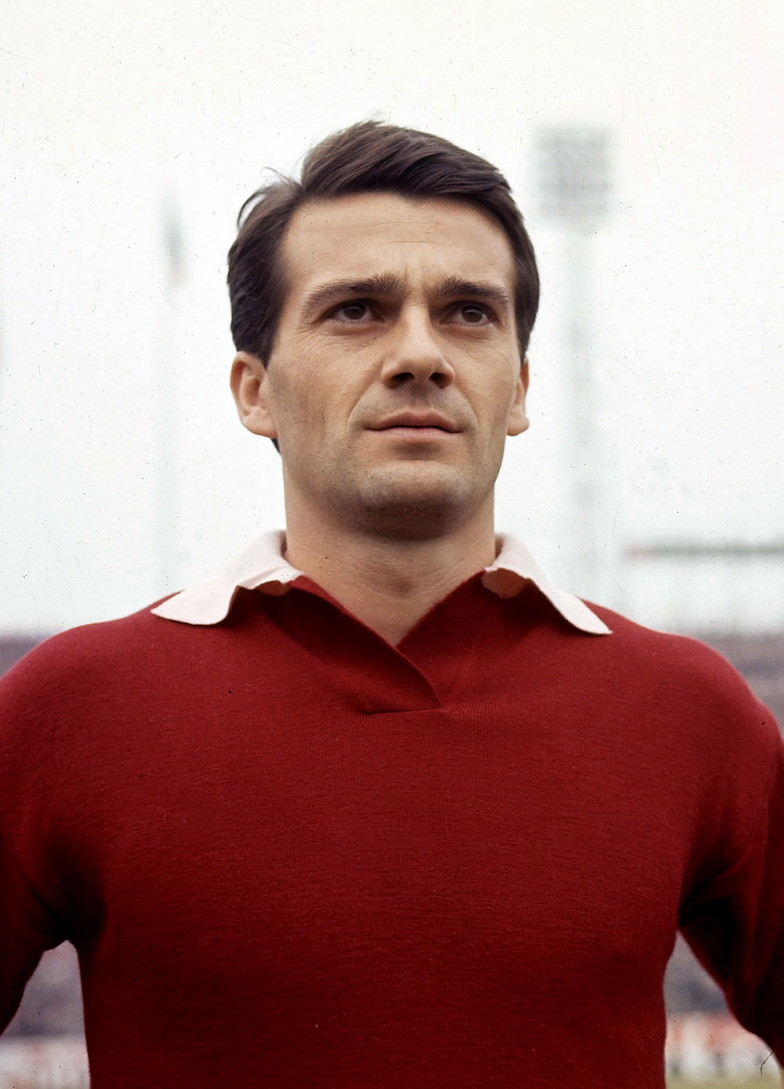
Il nuovo tecnico Gigi Simoni condusse inizialmente il Napoli a un girone di andata in zona-scudetto; tuttavia una costante flessione nella seconda metà del campionato, unito a un già raggiunto accordo con l'Inter per la successiva stagione, portò al suo esonero prima della fine del torneo.

Nel girone di ritorno la scarsa vena realizzativa degli attaccanti fu pagata a caro prezzo con una lunga serie di pareggi che fecero precipitare il Napoli nella seconda metà di classifica. Inoltre la squadra pareggiò anche parecchie partite che avrebbero potuto esser vinte, talvolta a causa di alcune sfortunate decisioni arbitrali, una su tutte la clamorosa beffa durante la sfida contro il Perugia, con un goal di mano assegnato all'attaccante Milan Rapaić. La squadra partenopea si disunì passando rapidamente da uno stato d'esaltazione a uno di profonda depressione; tra diverse sconfitte e ancora più pareggi, il Napoli non ottenne vittorie per quasi due mesi, scivolando sempre più indietro nella classifica.
Quando il presidente Corrado Ferlaino decise di esonerare il tecnico Luigi Simoni perché reo di aver già firmato un contratto con l'Inter per la stagione successiva, la squadra fu guidata nell'ultimo mese di campionato dell'allenatore della primavera Vincenzo Montefusco e la crisi si aggravò. Così il Napoli chiuse mestamente il campionato al tredicesimo posto, con soli quattro punti sulla zona retrocessione (anche se in realtà non fu mai seriamente invischiato nella lotta per non retrocedere) ma il risultato finale andò, probabilmente, molto al di sotto delle potenzialità della squadra, che fu comunque capace di proseguire ed esaltarsi (come nella prima metà di campionato) nel suo percorso in Coppa Italia, arrivando addirittura a conquistarne la finale.

### Coppa Italia
Il Napoli conquistò e perse la finale di Coppa Italia: nei turni precedenti i partenopei avevano eliminato Monza e Pescara, ma soprattutto, ai quarti di finale, l'agguerrita Lazio di Giuseppe Signori, Pierluigi Casiraghi e Luca Marchegiani. I campani vinsero per 1-0 al San Paolo e riuscirono a pareggiare per 1-1 all'Olimpico resistendo per quaranta minuti in nove uomini a causa delle espulsioni di Aglietti e Francesco Baldini. In semifinale il Napoli ebbe la meglio sull'Inter di Iván Zamorano, Youri Djorkaeff e Gianluca Pagliuca ai calci di rigore, dove fu splendido protagonista lo "specialista" Taglialatela (nei tempi regolamentari entrambe le sfide si erano concluse sull'1-1).
Il Napoli giunse così in finale di Coppa Italia, finale che, dopo le imprese compiute, pareva essere abbordabile, da giocare contro la sorpresa del campionato, il già citato Vicenza di Guidolin. La gara di andata giocata a Napoli e vide il successo dei campani per 1-0, con il goal di Fabio Pecchia, ma al ritorno Giampiero Maini pareggiò i conti al ventesimo del primo tempo: la situazione di vantaggio minimo resistette fino al novantesimo, e si andò quindi ai supplementari. Il Napoli perse Nicola Caccia per espulsione diretta al 2' del primo tempo supplementare e fu costretto a giocare in 10 uomini (dopo aver sfiorato il goal dell'1-1 colpendo, verso la fine del secondo tempo regolamentare, il palo proprio con Caccia). Negli ultimi due minuti di gioco, prima del ricorso ai rigori in cui il Napoli si sarebbe affidato ancora a Taglialatela, giunsero le reti di Maurizio Rossi e Alessandro Iannuzzi che consegnarono il trofeo ai veneti.
Tuttavia il Napoli di quella stagione fu, prima del ritorno ai vertici del calcio italiano con l'era De Laurentiis, l'ultima squadra partenopea in grado di competere e lottare per la conquista di un obiettivo importanti: per la squadra di Corrado Ferlaino fu il canto del cigno. All'indomani dello svanire della vittoria in Coppa Italia, che avrebbe garantito l'accesso alla Coppa delle Coppe con relativi introiti, la società partenopea - ormai da tempo in crisi economica - si vide costretta ancora una volta a cedere i migliori giocatori della stagione: fu così per Pecchia ceduto alla Juventus, per Colonnese ceduto alla nuova Inter di Simoni, per André Cruz ceduto al Milan e Alain Boghossian acquistato dalla Sampdoria.
Nel 1998 il Napoli sarebbe retrocesso in Serie B (dopo 33 anni consecutivi di Serie A) disputando uno dei peggiori campionati della sua storia in massima divisione.
- Formazione tipo: 4-4-2, Taglialatela, Colonnese, Ayala, Baldini, Milanese, Cruz, Pecchia, Turrini, Boghossian, Aglietti, Caccia.[2]

## Divise e sponsor

Il francese Alain Boghossian, al suo terzo e ultimo campionato a Napoli, con indosso la seconda divisa stagionale.

Lo sponsor ufficiale è Centrale latte di Napoli e il fornitore tecnico è Lotto.
| Casa | Trasferta | Terza divisa |  |

## Organigramma societario
- Presidente: Corrado Ferlaino
- Allenatore: Luigi Simoni, poi Vincenzo Montefusco
- Capo Ufficio stampa: Carlo Iuliano

## Rosa
| N. |                      | Ruolo | Calciatore            |
| -- | -------------------- | ----- | --------------------- |
| 1  | Italia (bandiera)    | P     | Giuseppe Taglialatela |
| 2  | Argentina (bandiera) | D     | Roberto Ayala         |
| 3  | Italia (bandiera)    | D     | Mauro Milanese        |
| 4  | Italia (bandiera)    | C     | Roberto Bordin        |
| 5  | Francia (bandiera)   | C     | Alain Boghossian      |
| 6  | Brasile (bandiera)   | D     | André Cruz            |
| 7  | Italia (bandiera)    | C     | Francesco Turrini     |
| 8  | Brasile (bandiera)   | A     | Caio                  |
| 9  | Italia (bandiera)    | C     | Massimiliano Esposito |
| 10 | Brasile (bandiera)   | C     | Beto                  |
| 11 | Italia (bandiera)    | C     | Fabio Pecchia         |
| 12 | Italia (bandiera)    | P     | Raffaele Di Fusco     |
| 13 | Italia (bandiera)    | D     | Luigi Panarelli       |
| 14 | Italia (bandiera)    | A     | Alfredo Aglietti      |

| N. |                   | Ruolo | Calciatore          |
| -- | ----------------- | ----- | ------------------- |
| 15 | Italia (bandiera) | D     | Francesco Baldini   |
| 16 | Italia (bandiera) | D     | Francesco Colonnese |
| 18 | Italia (bandiera) | A     | Nicola Caccia       |
| 19 | Italia (bandiera) | C     | Carmelo Imbriani    |
| 20 | Italia (bandiera) | A     | Arturo Di Napoli    |
| 21 | Italia (bandiera) | C     | Roberto Policano    |
| 22 | Belgio (bandiera) | D     | Bertrand Crasson    |
| 23 | Italia (bandiera) | C     | Raffaele Longo      |
| 24 | Italia (bandiera) | C     | Luca Altomare       |
| 25 | Italia (bandiera) | D     | Mirko Taccola       |
| 27 | Italia (bandiera) | C     | Gennaro Scarlato    |
| 28 | Italia (bandiera) | P     | Antonio Pietropaolo |
| 30 | Italia (bandiera) | D     | Luigi Malafronte    |
|    | Italia (bandiera) | A     | Dino Fava Passaro   |

## Calciomercato

### Sessione estiva
| Acquisti | Acquisti              | Acquisti   | Acquisti |
| R.       | Nome                  | da         | Modalità |
| -------- | --------------------- | ---------- | -------- |
| A        | Alfredo Aglietti      | Reggina    | -        |
| C        | Beto                  | Botafogo   | -        |
| C        | Nicola Caccia         | Piacenza   | -        |
| A        | Caio                  | Inter      | -        |
| D        | Bertrand Crasson      | Anderlecht | -        |
| A        | Massimiliano Esposito | Lazio      | -        |
| C        | Mauro Milanese        | Torino     | -        |
| D        | Luigi Panarelli       | Taranto    | -        |
| C        | Francesco Turrini     | Piacenza   | -        |

| Cessioni | Cessioni          | Cessioni  | Cessioni |
| R.       | Nome              | da        | Modalità |
| -------- | ----------------- | --------- | -------- |
| A        | Massimo Agostini  | Cesena    | -        |
| C        | Renato Buso       | Lazio     | -        |
| C        | Carmelo Imbriani  | Pistoiese | -        |
| C        | Fausto Pari       | Piacenza  | -        |
| C        | Fausto Pizzi      | Perugia   | -        |
| D        | Massimo Tarantino | Inter     | -        |

### Sessione invernale(dal 7/1 al 2/2)
| Acquisti | Acquisti | Acquisti | Acquisti |
| R.       | Nome     | da       | Modalità |
| -------- | -------- | -------- | -------- |

| Cessioni | Cessioni         | Cessioni | Cessioni |
| R.       | Nome             | da       | Modalità |
| -------- | ---------------- | -------- | -------- |
| D        | Mirko Taccola    | Cagliari | -        |
| A        | Arturo Di Napoli | Inter    | -        |

## Risultati

### Serie A

#### Girone di andata
| Arbitro: | Messina (Bergamo) |

|                                   |           |  |
| D. Baggio 14’ Chiesa 22’ Zola 87’ | Marcatori |  |

| Arbitro: | Bazzoli (Merano) |

|           |           |  |
| Caccia 4’ | Marcatori |  |

| Arbitro: | Bolognino (Siderno) |

|            |           |           |
| Caccia 30’ | Marcatori | 67’ Luiso |

| Arbitro: | Bettin (Padova) |

|  |           |          |
|  | Marcatori | 73’ Beto |

| Arbitro: | De Santis (Tivoli) |

|             |           |              |
| Pecchia 59’ | Marcatori | 76’ Bierhoff |

| Arbitro: | Ceccarini (Livorno) |

|                             |           |          |
| Weah 40’, 58’ R. Baggio 77’ | Marcatori | 61’ Cruz |

| Arbitro: | Racalbuto (Gallarate) |

|                                         |           |                            |
| Caccia 42’ (rig.) Aglietti 51’ Cruz 64’ | Marcatori | 20’ Nervo 74’ P. Bresciani |

| Arbitro: | Pellegrino (Barcellona Pozzo di Gotto) |

|            |           |              |
| Zidane 42’ | Marcatori | 53’ Aglietti |

| Arbitro: | Lana (Torino) |

|                                     |           |                       |
| Aglietti 29’, 59’ Beto 46’ Cruz 90’ | Marcatori | 30’ Kreek 30’ Allegri |

| Arbitro: | Cesari (Genova) |

|           |           |             |
| Muzzi 57’ | Marcatori | 90’ Pecchia |

| Arbitro: | Farina (Genova) |

|                        |           |                         |
| D. Morfeo 40’ Sgrò 75’ | Marcatori | 46’ Aglietti 50’ Caccia |

| Arbitro: | Tombolini (Ancona) |

|              |           |  |
| Milanese 90’ | Marcatori |  |

| Arbitro: | Braschi (Prato) |

|            |           |  |
| Aldair 78’ | Marcatori |  |

| Arbitro: | Nicchi (Arezzo) |

|          |           |  |
| Cruz 90’ | Marcatori |  |

| Arbitro: | Pairetto (Torino) |

|                                                |           |  |
| Colonnese 50’ (aut.) Oliveira 54’ Robbiati 90’ | Marcatori |  |

| Arbitro: | Bazzoli (Merano) |

|            |           |                          |
| Caccia 90’ | Marcatori | 43’ Branca 88’ Djorkaeff |

| Arbitro: | Trentalange (Torino) |

|                       |           |                               |
| Murgita 12’ Otero 32’ | Marcatori | 38’ (aut.) Mendez 55’ Pecchia |

#### Girone di ritorno
| Arbitro: | Braschi (Prato) |

|                      |           |            |
| Pecchia 22’ Cruz 56’ | Marcatori | 31’ Chiesa |

| Arbitro: | Stafoggia (Pesaro) |

|                  |           |              |
| Beiersdorfer 60’ | Marcatori | 44’ Aglietti |

| Arbitro: | Racalbuto (Gallarate) |

|             |           |  |
| Scienza 34’ | Marcatori |  |

| Arbitro: | Treossi (Forlì) |

|                |           |                |
| Boghossian 57’ | Marcatori | 88’ Mihajlović |

| Arbitro: | Bolognino (Milano) |

|               |           |                               |
| Poggi 9’, 77’ | Marcatori | 26’ Pecchia 46’ (aut.) Helveg |

| Napoli 9 marzo 1997 23ª giornata | Napoli          | 0 – 0 referto | Milan | Stadio San Paolo (55 071 spett.)\| Arbitro: \| Cesari (Milano) \| |
| Arbitro:                         | Cesari (Milano) |               |       |                                                                   |

| Arbitro: | Pairetto (Torino) |

|                                       |           |              |
| K. Andersson 40’ Kolyvanov 46’ (rig.) | Marcatori | 45’ Altomare |

| Napoli 23 marzo 1997 25ª giornata | Napoli                                 | 0 – 0 referto | Juventus | Stadio San Paolo (73 278 spett.)\| Arbitro: \| Pellegrino (Barcellona Pozzo di Gotto) \| |
| Arbitro:                          | Pellegrino (Barcellona Pozzo di Gotto) |               |          |                                                                                          |

| Arbitro: | Nicchi (Arezzo) |

|            |           |              |
| Rapaić 60’ | Marcatori | 24’ Aglietti |

| Arbitro: | Rodomonti (Teramo) |

|                     |           |               |
| Esposito 76’ (rig.) | Marcatori | 83’ Tovalieri |

| Arbitro: | Tombolini (Ancona) |

|  |           |                |
|  | Marcatori | 21’ F. Inzaghi |

| Arbitro: | Cesari (Genova) |

|                          |           |  |
| Maniero 47’ De Vitis 89’ | Marcatori |  |

| Arbitro: | Pellegrino (Barcellona Pozzo di Gotto) |

|            |           |  |
| Caccia 32’ | Marcatori |  |

| Arbitro: | Farina (Novi Ligure) |

|                              |           |                    |
| Casiraghi 24’ Fuser 39’, 71’ | Marcatori | 10’ Ayala 66’ Beto |

| Arbitro: | Bettin (Padova) |

|                           |           |                     |
| Aglietti 67’ Esposito 83’ | Marcatori | 8’, 40’ L. Oliveira |

| Arbitro: | Ceccarini (Livorno) |

|                                     |           |                            |
| Ince 50’ Zamorano 66’ Djorkaeff 82’ | Marcatori | 32’ (aut.) Ince 90’ Caccia |

| Arbitro: | Lana (Torino) |

|         |           |  |
| Beto 4’ | Marcatori |  |

### Coppa Italia
| Arbitro: | Treossi (Forlì) |

|  |           |              |
|  | Marcatori | 73’ Esposito |

| Arbitro: | Treossi (Forlì) |

|  |           |             |
|  | Marcatori | 19’ Pecchia |

#### Fase finale
| Arbitro: | Trentalange (Torino) |

|             |           |  |
| Aglietti 3’ | Marcatori |  |

| Arbitro: | Collina (Viareggio) |

|               |           |          |
| Casiraghi 21’ | Marcatori | 28’ Caio |

| Arbitro: | Treossi (Forlì) |

|             |           |          |
| Zamorano 5’ | Marcatori | 11’ Cruz |

| Arbitro: | Pairetto (Nichelino) |

|                                         |                      |                                       |
| Beto 73’                                | Marcatori            | 11’ Zanetti                           |
| Milanese Caccia Caio Turrini Boghossian | Tiri di rigore 5 – 4 | Zamorano Djorkaeff M. Paganin Pistone |

| Arbitro: | Ceccarini (Livorno) |

|             |           |  |
| Pecchia 20’ | Marcatori |  |

| Arbitro: | Braschi (Prato) |

|                                       |           |  |
| Maini 20’ M. Rossi 118’ Iannuzzi 120’ | Marcatori |  |

## Statistiche

### Statistiche di squadra
| Competizione | Punti | In casa | In casa | In casa | In casa | In casa | In casa | In trasferta | In trasferta | In trasferta | In trasferta | In trasferta | In trasferta | Totale | Totale | Totale | Totale | Totale | Totale | DR |
| Competizione | Punti | G       | V       | N       | P       | Gf      | Gs      | G            | V            | N            | P            | Gf           | Gs           | G      | V      | N      | P      | Gf     | Gs     | DR |
| ------------ | ----- | ------- | ------- | ------- | ------- | ------- | ------- | ------------ | ------------ | ------------ | ------------ | ------------ | ------------ | ------ | ------ | ------ | ------ | ------ | ------ | -- |
| Serie A      | 41    | 17      | 8       | 7       | 2       | 21      | 14      | 17           | 1            | 7            | 9            | 17           | 31           | 34     | 9      | 14     | 11     | 38     | 45     | -7 |
| Coppa Italia |       | 3       | 2       | 1       | 0       | 3       | 1       | 5            | 2            | 2            | 1            | 4            | 5            | 8      | 4      | 3      | 1      | 7      | 6      | +1 |
| Totale       |       | 20      | 10      | 8       | 2       | 24      | 15      | 22           | 3            | 9            | 10           | 21           | 36           | 42     | 13     | 17     | 12     | 45     | 51     | -6 |

### Andamento in campionato
| Giornata  | 1  | 2 | 3  | 4 | 5 | 6  | 7 | 8 | 9 | 10 | 11 | 12 | 13 | 14 | 15 | 16 | 17 | 18 | 19 | 20 | 21 | 22 | 23 | 24 | 25 | 26 | 27 | 28 | 29 | 30 | 31 | 32 | 33 | 34 |
| --------- | -- | - | -- | - | - | -- | - | - | - | -- | -- | -- | -- | -- | -- | -- | -- | -- | -- | -- | -- | -- | -- | -- | -- | -- | -- | -- | -- | -- | -- | -- | -- | -- |
| Luogo     | T  | C | C  | T | C | T  | C | T | C | T  | T  | C  | T  | C  | T  | C  | T  | C  | T  | T  | C  | T  | C  | T  | C  | T  | C  | C  | T  | C  | T  | C  | T  | C  |
| Risultato | P  | V | N  | V | N | P  | V | N | V | N  | N  | V  | P  | V  | P  | P  | N  | V  | N  | P  | N  | N  | N  | P  | N  | N  | N  | P  | P  | V  | P  | N  | P  | V  |
| Posizione | 11 | 6 | 10 | 4 | 8 | 11 | 6 | 7 | 5 | 4  | 5  | 4  | 6  | 2  | 6  | 8  | 9  | 6  | 7  | 9  | 9  | 9  | 9  | 11 | 12 | 13 | 13 | 13 | 13 | 12 | 13 | 13 | 13 | 13 |

Fonte: http://calcio-seriea.net/allenatori_squadra/1996/1115/
Legenda:

Luogo: C = Casa; T = Trasferta. Risultato: V = Vittoria; N = Pareggio; P = Sconfitta.

### Statistiche dei giocatori
| Giocatore       | Serie A  | Serie A | Serie A     | Serie A    | Coppa Italia | Coppa Italia | Coppa Italia | Coppa Italia | Totale   | Totale | Totale      | Totale     |
| Giocatore       | Presenze | Reti    | Ammonizioni | Espulsioni | Presenze     | Reti         | Ammonizioni  | Espulsioni   | Presenze | Reti   | Ammonizioni | Espulsioni |
| --------------- | -------- | ------- | ----------- | ---------- | ------------ | ------------ | ------------ | ------------ | -------- | ------ | ----------- | ---------- |
| A. Aglietti     | 28       | 8       | ?           | ?          | 6            | 1            | ?            | ?            | 34       | 9      | ?           | ?          |
| L. Altomare     | 17       | 1       | ?           | ?          | 6            | 0            | ?            | ?            | 23       | 1      | ?           | ?          |
| R. Ayala        | 30       | 1       | ?           | ?          | 6            | 0            | ?            | ?            | 36       | 1      | ?           | ?          |
| F. Baldini      | 32       | 0       | ?           | ?          | 7            | 0            | ?            | ?            | 39       | 0      | ?           | ?          |
| Beto            | 22       | 4       | ?           | ?          | 4            | 1            | ?            | ?            | 26       | 5      | ?           | ?          |
| A. Boghossian   | 22       | 1       | ?           | ?          | 7            | 0            | ?            | ?            | 29       | 1      | ?           | ?          |
| R. Bordin       | 17       | 0       | ?           | ?          | 5            | 0            | ?            | ?            | 22       | 0      | ?           | ?          |
| N. Caccia       | 33       | 7       | ?           | ?          | 7            | 0            | ?            | ?            | 40       | 7      | ?           | ?          |
| Caio            | 20       | 0       | ?           | ?          | 4            | 1            | ?            | ?            | 24       | 1      | ?           | ?          |
| F. Colonnese    | 31       | 0       | ?           | ?          | 7            | 0            | ?            | ?            | 38       | 0      | ?           | ?          |
| B. Crasson      | 22       | 0       | ?           | ?          | 5            | 0            | ?            | ?            | 27       | 0      | ?           | ?          |
| A. Cruz         | 24       | 5       | ?           | ?          | 5            | 1            | ?            | ?            | 29       | 6      | ?           | ?          |
| R. Di Fusco     | 1        | 0       | ?           | ?          | -            | -            | -            | -            | 1        | 0      | 0+          | 0+         |
| A. Di Napoli    | 1        | 0       | ?           | ?          | 1            | 0            | ?            | ?            | 2        | 0      | ?           | ?          |
| M. Esposito     | 22       | 2       | ?           | ?          | 5            | 1            | ?            | ?            | 27       | 3      | ?           | ?          |
| R. Longo        | 14       | 0       | ?           | ?          | 4            | 0            | ?            | ?            | 18       | 0      | ?           | ?          |
| M. Milanese     | 29       | 1       | ?           | ?          | 7            | 0            | ?            | ?            | 36       | 1      | ?           | ?          |
| L. Panarelli    | 0        | 0       | ?           | ?          | 1            | 0            | ?            | ?            | 1        | 0      | ?           | ?          |
| F. Pecchia      | 32       | 5       | ?           | ?          | 6            | 2            | ?            | ?            | 38       | 7      | ?           | ?          |
| R. Policano     | 8        | 0       | ?           | ?          | 3            | 0            | ?            | ?            | 11       | 0      | ?           | ?          |
| G. Scarlato     | 2        | 0       | ?           | ?          | -            | -            | -            | -            | 2        | 0      | 0+          | 0+         |
| M. Taccola      | 2        | 0       | ?           | ?          | -            | -            | -            | -            | 2        | 0      | 0+          | 0+         |
| G. Taglialatela | 34       | -45     | ?           | ?          | 8            | -6           | ?            | ?            | 42       | -51    | ?           | ?          |
| F. Turrini      | 24       | 0       | ?           | ?          | 6            | 0            | ?            | ?            | 30       | 0      | ?           | ?          |